# Grand Staircase

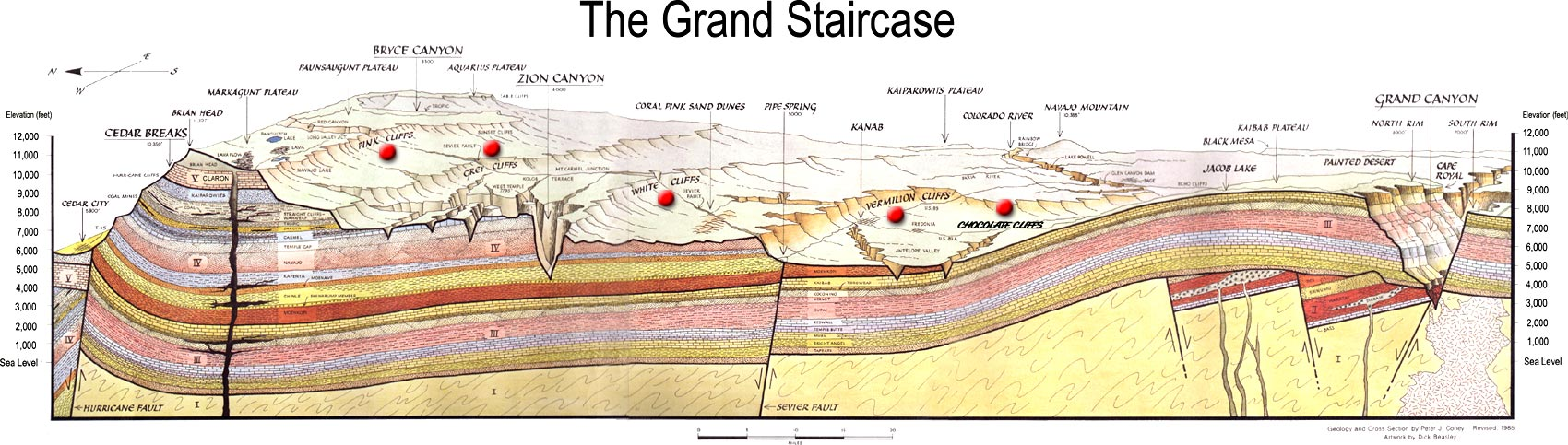
Grand Staircase. Rode punten van links naar rechts zijn: Pink Cliffs, Grey Cliffs, White Cliffs, Vermilion Cliffs, Chocolate Cliffs.

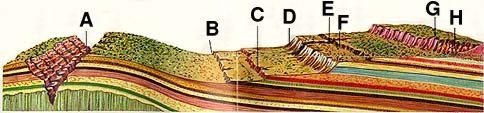
Grand Staircase is een deel van het Colorado-plateau.
A. Grand Canyon
E. Zion Canyon
H. Bryce Canyon

De Grand Staircase is een geologische formatie bestaande uit een reeks sedimentair gesteenten in onder andere Bryce Canyon, Zion Canyon en de Grand Canyon. Het hoogstgelegen deel ervan is het Aquarius Plateau.
In 1870 maakte de  geoloog Clarence Dutton een eerste model van deze regio als een gigantische trap oplopend uit de bodem van de Grand Canyon in noordelijke richting met de klifrand van elke laag van de stappen. Dutton verdeelde deze in vijf stappen van de jongste (bovenste) gesteenten: 
- Pink Cliffs
- Grey Cliffs
- White Cliffs
- Vermilion Cliffs
- Chocolade Cliffs

Sindsdien hebben moderne geologen Duttons stappen onderverdeeld in individuele rotsformaties. 